# Rhinella iserni
Rhinella iserni es una especie de anfibio anuro de la familia Bufonidae.

## Distribución geográfica
Esta especie es endémica de la región de Junín del Perú. Habita en los valles andinos del Río Chanchamayo y Río Perené.

## Etimología
Esta especie lleva el nombre en honor a Juan Isern Battló y Carrera (1821–1866).

## Publicación original
- Jiménez de la Espada, 1875: Vertebrados del viaje al Pacífico: verificado de 1862 a 1865 por una comisión de naturalistas enviada por el Gobierno Español: batracios, p. 1-208[5]